# Giải quần vợt Úc Mở rộng 2020 - Đôi nữ xe lăn
Diede de Groot và Aniek van Koot là đương kim vô địch, nhưng thất bại tại chung kết trước Yui Kamiji và Jordanne Whiley, những người đã vô địch Úc Mở rộng 3 lần cùng nhau. Đây là chức vô địch đôi lần thứ năm của Kamiji's tại Úc Mở rộng, 2 lần khác với Marjolein Buis.

## Hạt giống
1. Diede de Groot /  Aniek van Koot
2. Sabine Ellerbrock /  Kgothatso Montjane

## Bốc thăm

### Từ viết tắt
| - Q = Vòng loại - WC = Đặc cách - LL = Thua cuộc may mắn - Alt = Thay thế - SE = Miễn đặc biệt | - PR = Bảo toàn thứ hạng - w/o = Thắng nhờ đối thủ rút lui trước trận đấu - r = Bỏ cuộc giữa trận đấu - d = Bị xử thua - SR = Xếp hạng đặc biệt |

### Sơ đồ
|  | Bán kết | Bán kết                              | Bán kết | Bán kết                    | Bán kết |                               |   | Chung kết | Chung kết | Chung kết | Chung kết | Chung kết |  |
|  |         |                                      |         |                            |         |                               |   |           |           |           |           |           |  |
|  | 1       | Diede de Groot Aniek van Koot        | 6       | 6                          |         |                               |   |           |           |           |           |           |  |
|  | 1       | Diede de Groot Aniek van Koot        | 6       | 6                          |         |                               |   |           |           |           |           |           |  |
|  |         | Marjolein Buis Zhu Zhenzhen          | 3       | 3                          |         |                               |   |           |           |           |           |           |  |
|  |         | Marjolein Buis Zhu Zhenzhen          | 3       | 3                          | 1       | Diede de Groot Aniek van Koot | 2 | 4         |           |           |           |           |  |
|  |         |                                      |         |                            |         | Diede de Groot Aniek van Koot | 2 | 4         |           |           |           |           |  |
|  |         |                                      |         | Yui Kamiji Jordanne Whiley | 6       | 6                             |   |           |           |           |           |           |  |
|  |         | Yui Kamiji Jordanne Whiley           | 6       | Yui Kamiji Jordanne Whiley | 6       | 6                             | 6 |           |           |           |           |           |  |
|  |         |                                      |         |                            |         |                               |   |           |           |           |           |           |  |
|  | 2       | Sabine Ellerbrock Kgothatso Montjane | 1       | 4                          |         |                               |   |           |           |           |           |           |  |